# Sumpbed
Et sumpbed er et bed hvor man permanent, eller det meste af tiden, har stående vand i jorden, men hvor der ikke er tale om åbent vand (en havedam). Vandniveauet kan variere og ligge både over og under jordoverfladen. Man kan også have sumpbede med periodevis hel eller delvis udtørring.
I naturen forekommer sump eller mose i uhyre mange forskellige former, hvoraf de fleste normalt ikke vil ønskes genskabt i haven. To helt almindelige former der forekommer i Danmark er ellesump og rørsump, men ingen af disse vil normalt finde anvendelse i haven.
Den mest almindelige biotop i sumpbedet er lavmosen der er forholdsvis næringsrig, men også elementer fra fattigkær eller højmose finder anvendelse.

## Anlæg
Sumpbed anlægges ofte – men ikke altid – i forbindelse med en havedam. Man må næsten altid have en membran under bedet, dels for at holde på vandet og dels fordi almindelig dansk havejord som regel indeholder for mange næringsstoffer. Plantevæksten i et sumpbed kan være overordentlig kraftig da der altid er vand nok, og de planter man har tåler den helt vandmættede jord. Hvis der sker for stor tilførsel af næringsstoffer vil resultatet blive en alt for kraftig vækst – selv skattede sumpplanter med smukke blomster kan ende som ukrudt der breder sig ukontrollabelt. Anlægges i forbindelse med en havedam vil man som regel have en vand-gennemtrængelig adskillelse mellem dam og sumpbed, for at undgå at jord fra sumbedet skylles ud i dammen.

Dybden af sumpbedet afhænger meget af hvilke planter man vil have – en hel del planter kan dog klare sig med bare 25 cm. Man bør ikke nøjes med almindelig havejord, men læse sig til hvordan man laver en passende jordblanding. Jordblandingen afhænger igen af hvilke planter man vil have. Som vand bør man bruge regnvand, men vand fra vandhanen kan også bruges.

## Typer
Simpelt sumpbed
Konstant vandmættet jord over en membran. Planteudvalget adskiller sig ikke særligt meget fra hvad man kan have i en lavvandet havedam og jordblandingen er ikke særlig kritisk. Her kan man f.eks. dyrke Gul Iris, Kærmysse, Dværg-Dunhammer, Pindsvineknop, Eng-Kabbeleje og mange andre. Bemærk dog at alle disse planter er kraftigt voksende og breder sig hurtigt!
Sumpbed med delvis udtørring
F.eks. membran der tillader langsom udsivning eller man udnytter naturlig udtørring og er mere tilbageholdende med at tilføre vand. Jordens vandindhold skal variere mellem fugtig og våd, fuldstændig udtørring er ikke ønskelig og helt vandmættet jord bør kun forekomme kortvarigt. Her kan man f.eks. dyrke Japansk Primula, Japansk Iris og mange andre.
Det sure sumpbed
Har skal membranen ikke kun holde på vandet men også beskytte mod den omgivende, næringsrige havejord. Her kan man dyrke specielle planter der forekommer i Højmosen, Fattigkær og Brunvandede vandområder samt en hel del af planterne fra de 2 overstående typer.

## Planter
Udvalget af planter til sumpbedet er stort og beskrevet i flere andre artikler:
- Liste af sumpplanter til havedammen
- Liste af rørsumpens planter
- Liste af vådbundsplanter

## Dyreliv
Sumpbedet har ikke helt samme muligheder for dyreliv som havedammen da man f.eks. ikke kan have fisk eller andre fritsvømmende dyr. Men Frøer, Tudser og en række insekter sætter alligevel pris på sumpbedet og skal nok indfinde sig. Bemærk at en række af disse er nyttedyr da de spiser f.eks. snegleæg og andre insekter.